# توشییا تاناکا
توشییا تاناکا (ژاپنی: 田中 俊也؛ زادهٔ ۱۲ نوامبر ۱۹۸۴) یک بازیکن فوتبال اهل ژاپن است.
از باشگاه‌هایی که در آن بازی کرده‌است می‌توان به باشگاه فوتبال سانفریس هیروشیما، باشگاه فوتبال اهیمه و باشگاه فوتبال زویگن کانازاوا اشاره کرد.